# Miejscowości Wysp Cooka
Według danych oficjalnych pochodzących z 2013 roku Wyspy Cooka (terytorium stowarzyszone Nowej Zelandii) posiadały ponad 10 miejscowości o ludności przekraczającej 10 mieszkańców. Stolica kraju Avarua jako jedyne miasto liczyło ponad 10 tys. mieszkańców, czyli blisko 2/3 wszystkich mieszkańców terytorium; oraz reszta miejscowości poniżej 1 tys. mieszkańców.

## Największe miejscowości na Wyspach Cooka
Największe miejscowości na Wyspach Cooka według liczebności mieszkańców (stan na 01.01.2013):
| L.p. | Miasto  | Wyspa     | Liczba ludności |
| ---- | ------- | --------- | --------------- |
| 1.   | Avarua  | Rarotonga | 13 373          |
| 2.   | Amuri   | Aitutaki  | 285             |
| 3.   | Omoka   | Penrhyn   | 180             |
| 4.   | Roto    | Pukapuka  | 74              |
| 5.   | Tauhunu | Manihiki  | 69              |

## Alfabetyczna lista miejscowości na Wyspach Cooka
Spis miejscowości Wysp Cooka powyżej 10 mieszkańców według danych szacunkowych z 2013 roku:
- Amuri
- Arutanga
- Atai
- Avarua
- Avatiu
- Kimiangtau
- Nassau
- Nikao
- Omoka
- Oneroa
- Rakahanga
- Roto
- Tauhunu
- Teenui